# Rosa 'Vivid'
Rosa 'Vivid' — сорт роз, относится к классу Розы Бурбонские и их клаймеры. 

## Биологическое описание
Климбер.
Куст высотой до 300 см (до 600 см), шириной 90—185 см.
Цветки маджента-малиновые или тёмно-красные, махровые. 
Аромат сильный.
Лепестков 17—25.
Цветение повторное.

## В культуре
Зоны морозостойкости (USDA-зоны): от 2b—4а.